# Die Katze im Sack
Die Katze im Sack ist ein in schwarz-weiß gedrehtes Kriminalfernsehspiel von Jürgen Roland, das in zwei Teilen am 18. und 19. September 1965, einem Wochenende, in der ARD erstgesendet wurde. Die Produktion der Deutschen Buch-Gemeinschaft entstand im Auftrag des NDR.

## Handlung
Vic Malloy, Paula Benzinger und Jack Kerman führen gemeinsam eine Detektei in der fiktiven US-amerikanischen Stadt Orchid City. Bei einem Umzug in neue Büroräume fällt ihnen ein Briefumschlag in die Hände, der dort bereits seit 14 Monaten ungeöffnet liegt. Eine Janet Crosby erteilt der Detektei den Auftrag, herauszufinden, ob ihre Stiefschwester Maureen erpresst würde. Dem Brief liegen 500 Dollar bei. Stutzig macht die Tatsache, dass Janet an dem Tag, als sie den Brief schrieb, verstarb – im Alter von 26 Jahren an einem Herzschlag. Ihr Vater, der Öl-Millionär Donald Crosby, war einige Monate vorher durch einen Unglücksfall ums Leben gekommen: Beim Reinigen seines Gewehrs hatte sich versehentlich ein Schuss gelöst und ihn tödlich getroffen. Janet erbte ¾ des Vermögens. Der Anteil Maureens wird treuhänderisch von Rechtsanwalt Willet verwaltet.
Um das Geld nicht zurückgeben zu müssen, beginnt das Trio zu ermitteln, merkt aber bald, dass es damit in ein Wespennest gestochen hat. Vic erfährt, dass Maureen krank sei und keinen Besuch empfangen könne. Zeugen von damals verschwinden auf mysteriöse Weise oder werden liquidiert, ehe sie Aussagen machen können. Insbesondere der schnoddrige Vic wird mehrfach das Ziel von Mordanschlägen, doch eines Abends sucht Maureen ihn überraschend in seiner Wohnung auf und fordert ihn unmissverständlich auf, die Nachforschungen einzustellen. Mit vorgehaltener Waffe zwingt sie Vic, ihn in ihr Haus zu begleiten. Dort lenkt Maureen den Verdacht auf Janets Ex-Verlobten Douglas Sherril als Drahtzieher und stellt sich selber als Opfer dessen Machenschaften dar. Plötzlich wird Vic im Beisein Maureens von einem Unbekannten betäubt und findet sich im Sanatorium von Dr. Salzer wieder – in einer Gummizelle und mit einer Handfessel ans Bett gekettet. 
Durch einen Zufall erfährt Vic, dass in dem Sanatorium auch Ann Friedlander untergebracht ist, eine Krankenschwester, die ebenfalls im Hause Crosby verkehrt hatte und von Dr. Salzer vor längerer Zeit als vermisst gemeldet worden war. Jack gelingt es, als Mitglied einer Kommission, die regelmäßig die Zustände im Sanatorium prüft, Vic ein Taschenmesser zuzustecken, mit dem dieser die Handfessel lösen und anschließend den Pfleger Blend überwältigen kann. Kurze Zeit später dringen Jack und sein Freund, der Boxtrainer Mike Finnegan, mit Waffengewalt in das Sanatorium ein, befreien Vic und Ann und bringen sie in die Detektei. 
Die Detektive vermuten, dass Janet es war, die ihren Vater aus Versehen erschoss und sich aus Verzweiflung das Leben nahm. Doch alle Personen, die die wahren Umstände gekannt haben könnten, sind nicht mehr am Leben. Vic äußert Anwalt Willet gegenüber den Verdacht, dass möglicherweise Maureen mit Sherril unter einer Decke steckt, um an das Erbe Janets zu gelangen. Dann aber führt er ein Gespräch mit der Polizei und erfährt, dass Mrs. Salzer, die sich nach der Befreiung Vics und Anns mit Gift das Leben genommen hat, die Ex-Frau von Donald Crosby und Mutter von Maureen war und nun als Drahtzieherin gilt. Auch in der Patientenakte von Ann Friedlander haben die Beamten Ungereimtheiten entdeckt, doch die Akte ist nicht mehr auffindbar.
Inzwischen ist Paula auf das außerhalb der 3-Meilen-Zone liegende Schiff von Douglas Sherril verschleppt worden, der dort eine Art Spielcasino betreibt. Von Ann fehlt zunächst jede Spur. Vic lässt sich in einer Kiste an Bord schmuggeln und findet dort seine Kollegin. Aufgrund ihrer Schilderung über die Entführung, vermutet Vic, dass Ann sich im Haus von Maureen befindet. In Sherrils Kabine entdecken die beiden nicht nur dessen Leiche, sondern auch die Akte Ann Friedlander, aus der hervorgeht, dass es sich laut Personenbeschreibung bei der jungen Frau aus dem Sanatorium keineswegs um die vermisste Krankenschwester, sondern um Janet Crosby handeln muss, deren Tod also nur vorgetäuscht war. Mit Hilfe von Jack und Mike gelingt ihnen die Flucht vom Schiff. 
Vic kann unbemerkt in Maureens Haus eindringen. Sie gibt zu, dass sie sich seinerzeit mit ihrer Schwester wegen Douglas Sherril gestritten und zum Gewehr gegriffen hatte. Ihr Vater kam dazu und wurde versehentlich von Maureen erschossen. Da Janet ihre Schwester anzuzeigen drohte, brachte Maureens Mutter, Mrs. Salzer, ihre Tochter in dieses Haus und behauptete Janet gegenüber, sie sei in ein Sanatorium eingeliefert worden. Doch Janet glaubte ihr nicht und beauftragte die Detektei mit Nachforschungen. Als Ann Friedlander, die Pflegerin Mrs. Salzers, starb, gab man ihre Leiche für die Janets aus und ließ den Totenschein von einem Arzt unterschreiben, der Janet nicht persönlich kannte. Als Maureen Vic eine Million Dollar anbietet, um ihre Schwester zu erschießen, erscheint plötzlich Rechtsanwalt Willet. Er entpuppt sich als der Mann, der bei sämtlichen Aktionen im Hintergrund die Fäden gezogen hatte, um an das Erbe der Schwestern zu gelangen. Er ließ durch seine Sekretärin die Akte Friedlander aus dem Polizeirevier stehlen und sie in Sherrils Kajüte deponieren, damit Vic glauben sollte, Sherril stecke hinter allem. Dann erschoss er Janets Ex-Verlobten, damit dieser keine gegenteiligen Aussagen machen konnte. Als Willet versucht, auch Maureen umzubringen, erschießt sie ihn mit ihrer eigenen Waffe, flieht vor der nahenden Polizei und stürzt sich von den Klippen in den Tod. Janet wird unversehrt vorgefunden.              

## Sonstiges
Wolfgang Menge schrieb das Drehbuch nach dem Roman Lay Here Among The Lilies von James Hadley Chase, der 1960 unter dem Titel Die Katze im Sack erstmals in Deutschland veröffentlicht wurde.
Drehbeginn für den Film war der 1. März 1965. In seiner nächsten Produktion Vier Schlüssel arbeitete Jürgen Roland wieder mit einigen Darstellern dieses Films zusammen, nämlich Hanns Lothar, Gerhard Hartig, Horst Hesslein, Heinz Engelmann und Hans-Jürgen Janza. Wolfgang Treu stand erneut hinter der Kamera, Susanne Paschen war für den Schnitt zuständig.
Der Name des Butlers Nettelbeck spielt auf den Kritiker Uwe Nettelbeck an, der Rolands Filme nie besonders hoch einschätze. Auch in 4 Schüssel taucht eine Figur mit diesem Namen auf.
Der erste Teil mit einer Länge von ca. 75 Minuten lief am Sonnabend zur Hauptsendezeit, der zweite Teil mit ca. 65 Minuten am folgenden Tag bereits ab 19.05 Uhr, da an diesem Tag die Bundestagswahl stattfand und ab 20.15 Uhr die Ergebnisse verkündet wurden.
Die Katze im Sack wurde gemeinsam mit dem Fernsehfilm Der dritte Handschuh als Teil 17 der Reihe „Straßenfeger“ auf DVD veröffentlicht.

## Kritiken
Der Zweiteiler wurde von den Zuschauern unterschiedlich aufgenommen, wie die nachfolgenden Auszüge aus damaligen Fernsehzeitschriften zeigen:

„Für uns alle die köstlichste Unterhaltung seit langem. Ich hätte Jürgen Roland eine so humorvolle Unterhaltung gar nicht zugetraut.“

„Das Beste vom Film war die Einleitungsmusik.“

„Vom ersten bis zum letzten Moment spannend!“

„Überhaupt nicht spannend!“

„Es geht doch nichts über einen Durbridge-Krimi.“

„Regisseur Roland und seinem Hauptdarsteller Hanns Lothar ein großes Lob.“